# دو-آکلین
دو-آکلین (انگلیسی: Do-Aklin؛ زادهٔ) شاه دودمان داهومی در سده ۱۷ میلادی بود. او در منطقه بنین کنونی حکومت می‌کرد.